# Генри, Лерисса
Лерисса Генри (англ. Lerissa Henry, род. 18 августа 1997, Колониа) — спринтер из Федеративных Штатов Микронезии. Принимала участие в летних Олимпийских играх 2016 года в беге на 100 метров среди женщин; её время 13,53 секунды в предварительном раунде не позволило ей пройти в первый раунд.